# Morwell
Morwell is een plaats in de Australische deelstaat Victoria, en telt 13.766 inwoners (2006).
Ararat ·
Ballarat ·
Benalla ·
Bendigo ·
Geelong ·
Hamilton ·
Horsham ·
Melbourne (hoofdstad) ·
Moe ·
Morwell ·
Mildura ·
Portland ·
Sale ·
Shepparton ·
Swan Hill ·
Traralgon ·
Wangaratta · 
Warrnambool ·
Wodonga